# Michael Holbrook
Michael Holbrook (ur. 25 października 1983 w Madison) – amerykański wioślarz.

## Osiągnięcia
- Mistrzostwa Świata – Poznań 2009 – ósemka – 9. miejsce[1].